# The Wizard of Baghdad
Pour plus de détails, voir Fiche technique et Distribution.
The Wizard of Baghdad est un film américain réalisé par George Sherman, sorti en 1960.

## Fiche technique
- Titre : The Wizard of Baghdad
- Réalisation : George Sherman
- Scénario : Samuel Newman, Jesse L. Lasky Jr. et Pat Silver-Lasky (en)
- Photographie : Ellis W. Carter
- Montage : Saul A. Goodkind
- Musique : Irving Gertz
- Pays de production : États-Unis
- Format : 2,35:1
- Genre : comédie
- Durée : 92 minutes
- Date de sortie : 1960

## Distribution
- Dick Shawn : Génie Ali Mahmud
- Diane Baker : Princesse Yasmin
- Barry Coe (en) : Prince Husan
- John van Dreelen : Sultan Jullnar
- Robert F. Simon : Shamadin
- Vaughn Taylor : Norodeen
- Michael David : Chieftain Meroki
- Stanley Adams : Warden Kvetch
- William Edmonson : Asmodée